# Lijst van Europese wandelroutes

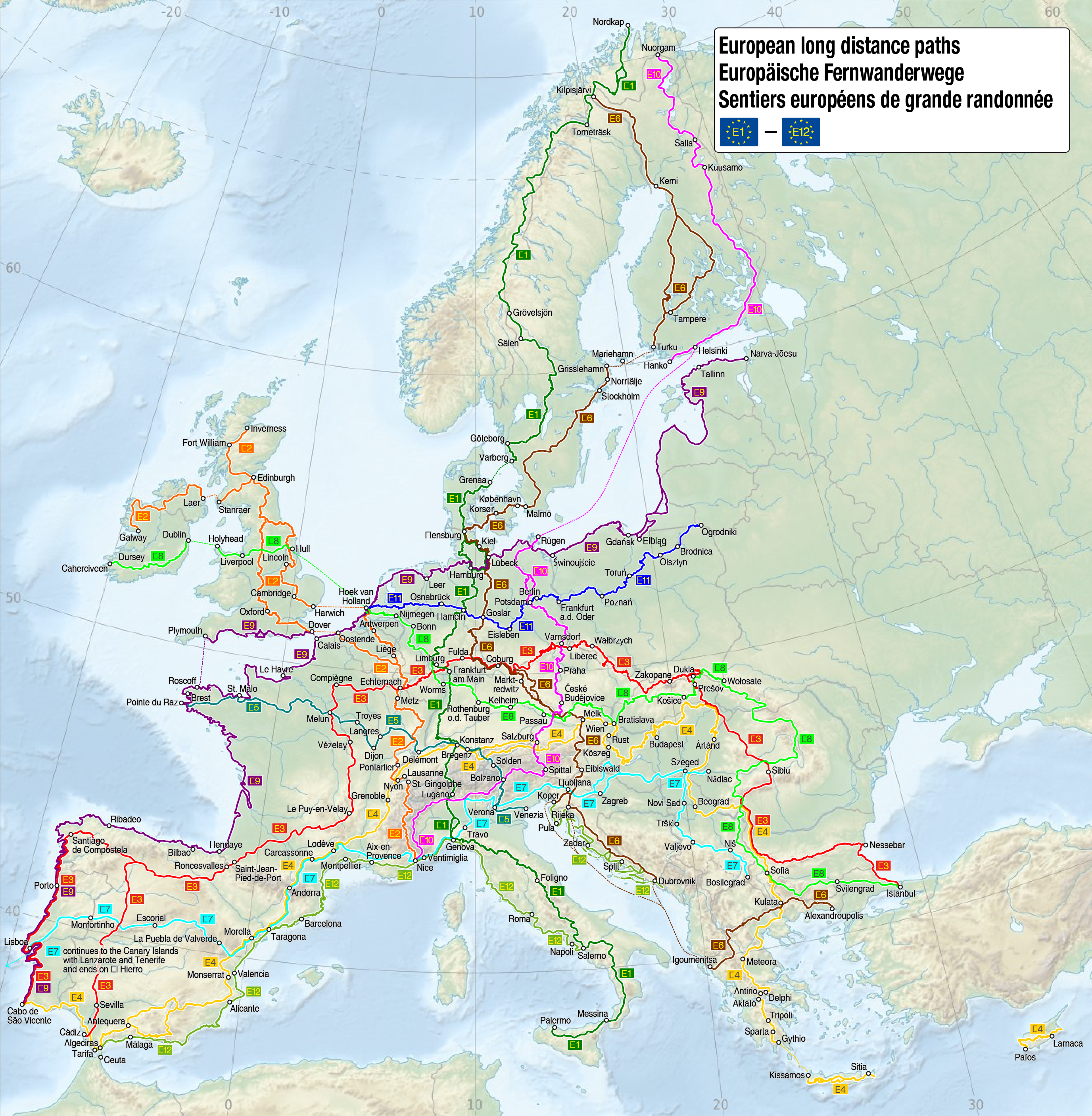
Europese wandelroutes

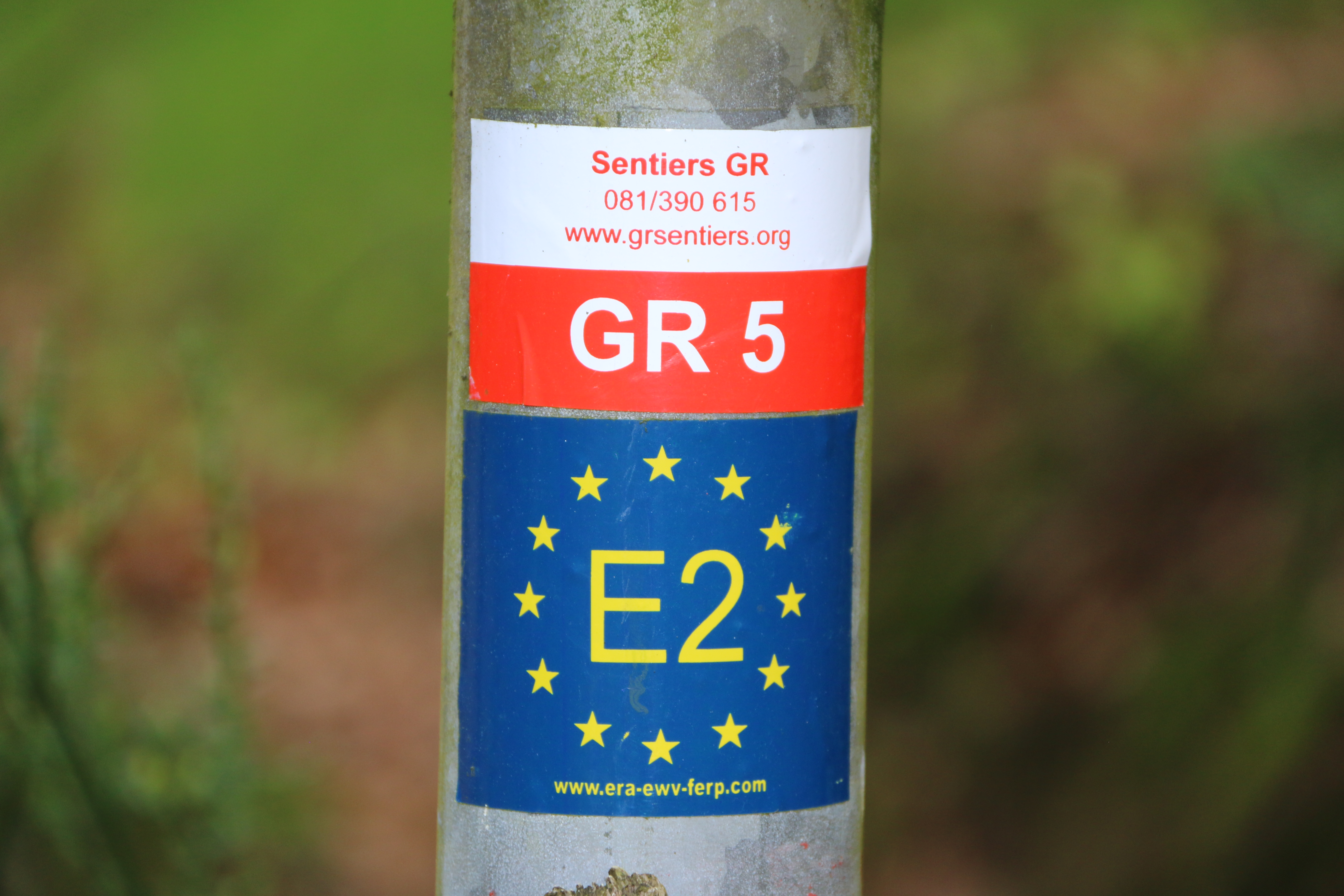

Dit is een lijst van Europese wandelroutes. E-routes zijn langeafstandswandelpaden. Deze routes zijn meestal samengesteld uit landelijke langeafstandswandelpaden, zoals LAW en GR. Routedelen tussen haakjes zijn in ontwikkeling.
- E1: (Noordkaap -) Noordzee - Bodenmeer - Gotthard - Apennijnen - Middellandse Zee

- E2: (Ierland -) Engeland - Noordzee - Vogezen - Meer van Genève - Franse Alpen - Nice

- E3: Santiago de Compostella - Ardennen - Ertsgebergte - Karpaten - Zwarte Zee

- E4: (Gibraltar-) Sierra Nevada - Pyreneeën - Bodenmeer - Balatonmeer - Rila - Olympia - Kreta

- E5: Bretagne - Vogezen - Bodenmeer - Alpen - Adriatische Zee

- E6: Oostzee - Wachau - Adriatische Zee - Egeïsche Zee

- E7: Atlantische Oceaan - Andorra - Rivièra - Alpen (-Zwarte Zee)

- E8: Ierland - Engeland - Noordzee - Rijn - Main - Donau - Karpaten - Rila - Rodopegebergte (-Bosporus)

- E9: Internationale kustweg Atlantische Oceaan - Noordzee - Oostzee

- E10: (IJszee) - Oostzee - Bohemer Woud - Tauern - Dolomieten (- Rivièra - Gibraltar)

- E11: (Wales-) Den Haag - Berlijn - Polen - Baltische staten - Tallinn

- E12: (Spanje - Frankrijk - Italië)

E1 ·
E2 ·
E3 ·
E4 ·
E5 ·
E6 ·
E7 ·
E8 ·
E9 ·
E10 ·
E11 ·
E12